# Lipoproteína de muy baja densidad
Las lipoproteínas de muy baja densidad también conocidas como VLDL (del inglés very low-density lipoprotein) son complejos macromoleculares sintetizados por el hígado que transportan fundamentalmente triglicéridos, y en menor cantidad, ésteres de colesterol y fosfolípidos hacia los tejidos extrahepáticos. Son las precursoras de las lipoproteínas de baja densidad (LDL).

## Estructura
Se caracterizan por tener una baja densidad, aunque mayor que la de los quilomicrones (entre 0,95 y 1,006 g/{\displaystyle cm^{3}}) y un pequeño diámetro, entre 30 y 90 nm. Se compone principalmente de lípidos, en un 90 - 93%, y un 7 - 10% de proteínas específicas. Su principal lípido es de tipo triacilglicerol, mientras que su componente proteico está constituido mayoritariamente por las apolipoproteínas APOB100, APOE, APOC1, APOC2 y APOC3 incorporada en el hígado durante su biosíntesis.

## Metabolismo
La VLDL se produce fundamentalmente en el hígado fundamentalmente a partir de la captación de los remanentes de quilomicrones y otras vías de síntesis de triglicéridos hepáticos. Algunos autores también sugieren que puede crearse en el intestino delgado, encontrándose pequeñas cantidades en el quilo. Las VLDL recién creadas o nacientes, poseen pequeñas cantidades de APOC y E, y a medida que interactúa con las HDL de la circulación, complementan las que faltan.
A nivel de los capilares de los tejidos extrahepáticos (músculo esquelético, miocárdio y tejido adiposo, entre los de mayor relevancia metabólica) los triglicéridos asociados a las VLDL son hidrolizados rápidamente por la enzima lipasa lipoproteica, liberándose ácidos grasos que son incorporados por los tejidos para ser almacenados (tejido adiposo) u oxidados como fuente de energía (músculo). Las VLDL disminuidas en triglicéridos por este mecanismo se conocen como remanentes de VLDL o lipoproteínas de densidad intermedia (IDL). Después de una segunda ronda de lipólisis y un enriquecimiento relativo en su contenido de ésteres de colesterol, las IDL son transformadas en LDL (Lipoproteínas de baja densidad), las cuales son captadas por el hígado para su remoción de la circulación.